# Орден Республики Гамбия
Орден Республики Гамбия — высшая государственная награда Гамбии.

## История
Орден был учреждён в 1972 году после обретения независимости от колониального владычества Великобритании, с целью вознаградить граждан за заслуги перед государством.

## Степени
Орден Республики имеет пять степеней и медаль.
- Гранд-командор — знак ордена на чрезплечной ленте и звезда на левой стороне груди
- Гранд-офицер — знак ордена на шейной ленте и звезда на левой стороне груди
- Командор — знак ордена на шейной ленте
- Офицер — знак ордена на нагрудной ленте с серебряным цветком
- Кавалер — знак ордена на нагрудной ленте.
- Медаль

## Описание
Знак ордена представляет собой пятиконечный крест с раздвоенными концами (тип — «ласточкин хвост») белой эмали, наложенный на тонкий лавровый венок вписанный в окружность. В центре круглый медальон с изображением золотых перекрещенных топора и мотыги (основной элемент государственного герба Гамбии) над волнами в цветах государственного флага. Медальон, обременяя верхний луч креста, венчает геральдический шлем рыцаря. Крест наложен на десятиконечную звезду.
Звезда ордена пятиконечная, формируемая из разновеликих двугранных лучиков, по краям которых друг к другу шествуют золотые геральдические львы. На звезду наложен перевёрнутый пятиконечный крест с раздвоенными концами белой эмали, наложенный на тонкий лавровый венок вписанный в окружность. В центре круглый медальон с изображением золотых перекрещенных топора и мотыги над волнами в цветах государственного флага. Медальон венчает геральдический шлем рыцаря, находясь между двумя верхними лучами креста.
Лента ордена в цветах государственного флага Гамбии: зелёная, синяя, красная, а между ними тонкие белые полоски.
Знаки других степеней по своему оформлению значительно проще.
Знак степени офицера представляет собой пятиконечный крест с раздвоенными концами белой эмали наложенный на тонкий лавровый венок вписанный в окружность. В центре знака круглый медальон с волнообразным изображением цветов государственного флага Гамбии.